# Marguerite Cunliffe-Owen
Marguerite Cunliffe-Owen (Bretanha, França, 1859 – Nova Iorque, Estados Unidos, 29 de agosto de 1927) foi uma romancista, escritora de ficção e colunista. Durante sua carreira como jornalista, escreveu inúmeros artigos sob os pseudônimos de La Marquise de Fontenoy, Countess du Planty, Officier de l'Ordre de l'Instruction Publique de France.
Filha do conde Jules du Planty Sourdis, casou-se com Frederick Cunliffe-Owen. Em 1885, antes de perder fortunas europeias, o casal iniciou um novo período da vida nos Estados Unidos. Frederick, portanto, tornou-se um editor estrangeiro do New-York Tribune em 1889. Marguerite publicou uma série de biografias e romances.
Diversos livros que retratavam sua relação com a corte real da Europa foram publicados anonimamente ou sob o pseudônimo La Marquise de Fontenoy. Marguerite foi membro honorário do New York City Police Department, em reconhecimento ao trabalho voluntário de policiais feridos. Faleceu em 29 de agosto de 1917, em Nova Iorque, um ano após a morte de seu esposo.

## Obras
- The Martyrdom of an Empress (1899)
- The Tribulations of a Princess (1901)
- A Doffed Coronet (1902)
- A Keystone of Empire (1903)
- Imperator Et Rex: William II of Germany (1904)
- The Trident and the Net (1905)
- Gray Mist (1906)
- Emerald and Ermine (1907)
- The Cradle of the Rose (1908)
- Snow-Fire: A Story of the Russian Court (1910)
- Moonglade (1915)